# Districte de Saint-Nazaire
El districte de Saint-Nazaire (bretó Arondisamant Sant-Nazer) és un dels quatre districtes en què es divideix el departament francès del Loira Atlàntic, a la regió del País del Loira. Té 10 cantons i 53 municipis. El cap del districte és la sotsprefectura de Saint-Nazaire.

## Cantons
cantó de la Baule-Escoublac - cantó de Bourgneuf-en-Retz - cantó de Le Croisic - cantó de Guérande - cantó d'Herbignac - cantó de Montoir-de-Bretagne - cantó de Paimbœuf - cantó de Pontchâteau - cantó de Pornic - cantó de Saint-Gildas-des-Bois - cantó de Saint-Nazaire-Centre - cantó de Saint-Nazaire-Est - cantó de Saint-Nazaire-Oest - cantó de Saint-Père-en-Retz - cantó de Savenay